# Hatu-Builico
Hatu-Builico – miejscowość i poddystrykt w Timorze Wschodnim, w dystrykcie Ainaro. Jest najmniejszym z czterech poddystryktów w dystrykcie Ainaro. Zajmuje powierzchnię 129,88 km² i liczy 11950 mieszkańców (2010).

## Miejscowość

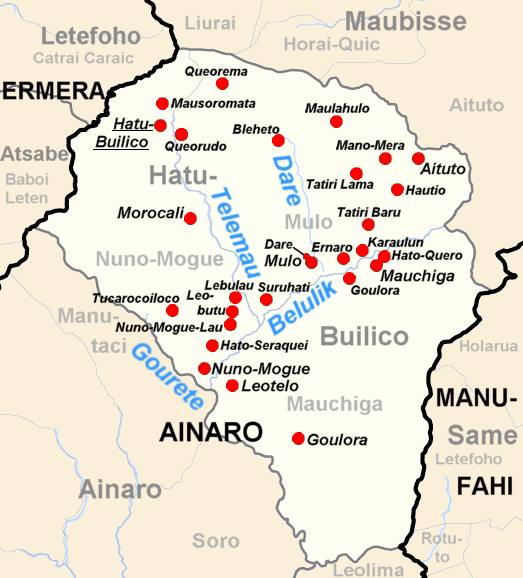
Mapa poddystryktu Hatu-Builico

Hatu-Builico położone jest 37 km na południe od stolicy Timoru Wschodniego Dili, a od stolicy dystryktu Ainaro miasto dzieli 12 km. Miejscowość położona jest na wysokości 2155 m n.p.m.

## Poddystrykt
Poddystrykt Hatu-Builico graniczy z dystryktami: Ermera od wschodu i Manufahi od zachodu oraz z poddystryktami: Maubisse od północy, Ainaro od południowego zachodu oraz Hato-Udo od południa.
W 2010 roku mieszkało tutaj 11950 mieszkańców. Średnia wieku wyniosła wówczas 15,3 lat. Ludność uprawia maniok, kukurydzę, orzechy kokosowe, kawę, ryż i inne warzywa.

## Gminy
Poddystrykt Hatu-Builico jest podzielony na 3 gminy:
- Mauchiga
- Mulo
- Nuno-Mogue